# Crepidochetus argenteofascia
Crepidochetus argenteofascia är en tvåvingeart som beskrevs av Frey 1958. Crepidochetus argenteofascia ingår i släktet Crepidochetus och familjen skridflugor. Inga underarter finns listade i Catalogue of Life.